# Мужская сборная Словакии по флорболу
Мужская национальная сборная Словакии по флорболу — представляет Словакию на международных соревнованиях по флорболу. Управляющей организацией является Ассоциация флорбола Словакии (словац. Slovenský zväz florbalu).

## Результаты выступлений

### Чемпионаты мира
| Год       | Победы         | Ничьи          | Поражения      | Место          |
| --------- | -------------- | -------------- | -------------- | -------------- |
| 1996—2010 | не участвовали | не участвовали | не участвовали | не участвовали |
| 2012      | 1              | 1              | 3              | 8              |
| 2014      | 4              | 0              | 2              | 10             |
| 2016      | 4              | 0              | 2              | 9              |
| 2018      | 5              | 0              | 1              | 9              |
| 2020      | 5              | 0              | 2              | 7              |
| 2022      | 3              | 0              | 4              | 7              |